# Samsung Galaxy Buds
Samsung Galaxy Buds — серия беспроводных внутриканальных Bluetooth наушников от корпорации Samsung. Первая модель была выпущена 9 марта 2019 года. Наушники производятся компанией AKG, входящей в концерн Harman International Industries, который с 11 марта 2017 года является дочерней компанией Samsung Electronics.

## Модели

### Samsung Galaxy Buds
Наушники Samsung Galaxy Buds (SM-R170) были выпущены 8 марта 2019 года. Стартовая цена составляла 129,99 доллара.

### Galaxy Buds Plus
Galaxy Buds Plus (SM-R175) были анонсированы 11 февраля 2020 года на весеннем мероприятии Galaxy Unpacked. Buds Plus были выпущены 14 февраля по цене 149,99 доллара, что на 20 долларов больше, чем у оригинальных Buds. Он сохранил тот же дизайн, что и первые наушники серии. Рецензенты высоко оценили улучшенное качество звука, микрофона и значительное увеличение время автономной работы.

### Galaxy Buds Live
Galaxy Buds Live (SM-R180) были анонсированы 5 августа 2020 года во время виртуального мероприятия Galaxy Unpacked. Buds Live известны своим «бобовым» дизайном. Они были первыми наушниками линейки Galaxy Buds с активным шумоподавлением. Buds Live хвалили за дизайн, но критиковали за неэффективное активное шумоподавление.

### Galaxy Buds Pro
Galaxy Buds Pro (SM-R190) были анонсированы 14 января 2021 года и выпущены на следующий день, 15 января. Наушники хвалили за улучшенный дизайн и качество звука, но критиковали за 5-часовое время автономной работы при активном шумоподавлении.

### Galaxy Buds 2
Galaxy Buds 2 (SM-R177) были анонсированы 11 августа 2021 года на выставке Galaxy Unpacked вместе с Galaxy Watch 4. Buds 2 являются преемником Buds Plus, выпуск которых был прекращён после анонса. Buds 2 имеют функцию активного шумоподавления, стоят меньше, чем Buds Pro, и получили высокую оценку.

### Galaxy Buds 2 Pro
Galaxy Buds 2 Pro (SM-R510) были анонсированы 10 августа 2022 года на выставке Galaxy Unpacked вместе с Galaxy Watch 5. Buds 2 Pro рассматривались как преемник Buds Pro, производство которых было прекращено после их анонса. Они включает в себя активное шумоподавление, поддержку 24-битного звука Hi-Fi (при использовании устройства Samsung с One UI 4.0 или выше) и улучшенный 360-градусный звук. Buds 2 Pro были выпущены 26 августа 2022 года по стартовой цене 229,99 доллара, что на 30 долларов больше, чем у оригинальных Galaxy Buds Pro.